# Liczby wymierne

Standardowy symbol zbioru liczb wymiernych: ℚ

Nieskończona macierz zawierająca wszystkie liczby wymierne. To dowód, że jest to zbiór równoliczny ze zbiorem wszystkich liczb naturalnych

Liczby wymierne – liczby, które można zapisać w postaci ilorazu dwóch liczb całkowitych, w którym dzielnik jest różny od zera. Są to więc liczby, które można przedstawić za pomocą ułamka zwykłego. Zbiór liczb wymiernych zazwyczaj oznacza się symbolem {\displaystyle \mathbb {Q} ,} od niemieckiego słowa Quotient – iloraz lub stosunek. Symbolicznie:
{\displaystyle \mathbb {Q} =\left\{{\frac {m}{n}}:m,n\in \mathbb {Z} ,n\neq 0\right\}.}
Liczby wymierne są przez to uogólnieniem liczb całkowitych {\displaystyle (\mathbb {Z} \subset \mathbb {Q} )} umożliwiającym dzielenie przez dowolną liczbę różną od zera; na liczbach wymiernych można wykonywać wszystkie cztery podstawowe działania arytmetyczne. Jest też kilka innych podstawowych własności tego zbioru:
- porządek liczb wymiernych jest gęsty – między każdą parą liczb wymiernych istnieje inna liczba tego typu[1];
- liczby wymierne można zapisywać ułamkami dziesiętnymi – są one skończone lub okresowe[1];
- pierwiastek z liczby wymiernej nie musi być wymierny; przykładowo pierwiastek kwadratowy z dwóch jest niewymierny[3]: {\displaystyle {\sqrt {2}}\notin \mathbb {Q} .}

Podstawowym uogólnieniem liczb wymiernych są liczby rzeczywiste, których ułamki dziesiętne mogą być jednocześnie nieskończone i nieokresowe. Więcej informacji o liczbach wymiernych dostarcza matematyka wyższa:
- konstruuje je za pomocą liczb całkowitych;
- opisuje dalsze własności, opisane niżej;
- wprowadza inne uogólnienia, zwane rozszerzeniami ciała liczb wymiernych. Przykłady to pierwiastniki liczb wymiernych i inne liczby algebraiczne; nie muszą one należeć do liczb rzeczywistych, podobnie jak liczby p-adyczne.

## Konstrukcja
Liczby wymierne tworzą ciało ułamków pierścienia liczb całkowitych. Niech w zbiorze par liczb całkowitych {\displaystyle (a,b)\in \mathbb {Z} \times \mathbb {Z} ,} których następnik jest różny od zera, dana będzie relacja równoważności
{\displaystyle (a,b)\sim (c,d)} wtedy i tylko wtedy, gdy {\displaystyle ad=bc.}
W zbiorze klas abstrakcji tej relacji określa się dwa działania
- {\displaystyle [(a,b)]+[(c,d)]=[(ad+bc,bd)],}
- {\displaystyle [(a,b)]\cdot [(c,d)]=[(ac,bd)].}

Parę {\displaystyle (a,b)} zapisuje się zwykle w postaci ułamka {\displaystyle {\tfrac {a}{b}},} bądź jeśli {\displaystyle b=1,} to parę tę utożsamia się po prostu z liczbą {\displaystyle a.}

## Własności
- W teorii mnogości mówi się, że liczby wymierne, tak jak całkowite, tworzą zbiór przeliczalny – są równoliczne ze zbiorem liczb naturalnych[1], co oznacza się {\displaystyle \#\mathbb {Q} =\aleph _{0}}[potrzebny przypis].
- W algebrze abstrakcyjnej mówi się, że liczby wymierne, tak jak całkowite, tworzą grupę przemienną z działaniem dodawania[1]. Przy dołączeniu mnożenia liczby wymierne – w odróżnieniu od całkowitych – tworzą ciało[1] i definiuje się nimi ciała liczbowe.
- Porządek liczb wymiernych nie jest ciągły.
- Każdą liczbę wymierną można zapisać jako skończony ułamek łańcuchowy (ciągły ułamek arytmetyczny) i jest to cecha, która je wyróżnia wśród liczb rzeczywistych[4][5];
- Z perspektywy topologicznej liczby wymierne – jako podzbiór osi rzeczywistej {\displaystyle \mathbb {R} } – są gęste w {\displaystyle \mathbb {R} .}

Dla wykazania tej własności wystarczy udowodnić, że dla każdych {\displaystyle x,y\in \mathbb {R} ,\;x<y} istnieje liczba wymierna {\displaystyle u\in \mathbb {Q} ,\;x<u<y.}
Dowód Gdyby {\displaystyle x,y} były wymierne, to oczywiście {\displaystyle u={\tfrac {x+y}{2}}} spełnia tezę. Niech więc choć jedno spośród {\displaystyle x,y} jest niewymierne.
- Jeśli {\displaystyle x<0<y,} to można przyjąć {\displaystyle u=0.}
- Jeśli {\displaystyle 0=x<y,} to ponieważ {\displaystyle \mathbb {R} } jest ciałem archimedesowym, to wystarczy wskazać {\displaystyle n\in \mathbb {N} } takie, że {\displaystyle n>{\tfrac {1}{y}},} czyli {\displaystyle 0<{\tfrac {1}{n}}<y.}
Podobnie gdy {\displaystyle x<y=0,} wskazujemy {\displaystyle n>{\tfrac {1}{-x}}} i wówczas {\displaystyle x<{\tfrac {1}{-n}}<0.}
- Niech więc {\displaystyle 0<x<y} i niech np. {\displaystyle x} jest niewymierne.
Dla pewnego {\displaystyle q\in \mathbb {N} } zachodzi {\displaystyle q>{\tfrac {1}{y-x}},} stąd {\displaystyle 1<q(y-x).}
Z drugiej strony istnieje {\displaystyle p\in \mathbb {N} } takie, że {\displaystyle p>qx,} niech {\displaystyle p_{0}} będzie najmniejszą liczbą naturalną o tej własności. Pokażemy, że {\displaystyle qx<p_{0}<qx+1.} Rzeczywiście, gdyby {\displaystyle p_{0}\geqslant qx+1,} to byłoby {\displaystyle p_{0}-1\geqslant qx.} Ponieważ równość nie może zachodzić (liczba niewymierna nie może być liczbą naturalną), więc {\displaystyle p_{0}-1>qx} wbrew temu, że {\displaystyle p_{0}} jest najmniejszą liczbą wśród liczb naturalnych {\displaystyle p} o własności {\displaystyle p>qx.}
Ostatecznie {\displaystyle qx<p_{0}<qx+1} łącznie z warunkiem {\displaystyle 1<q(y-x)} daje

{\displaystyle qx<p_{0}<qx+q(y-x)=qy,}
czyli
{\displaystyle x<{\frac {p_{0}}{q}}<y.}
Jeśli {\displaystyle y} jest niewymierne i {\displaystyle x} wymierne, to wystarczy znaleźć {\displaystyle n\in \mathbb {N} } takie, że {\displaystyle n>y} i znaleźć jak poprzednio {\displaystyle u\in \mathbb {Q} } spełniające {\displaystyle 0<n-y<u<n-x.} Wówczas {\displaystyle n-u\in \mathbb {Q} } i {\displaystyle x<n-u<y.}
- Jeśli {\displaystyle x<y<0,} to wystarczy znaleźć jak w poprzednim punkcie {\displaystyle u\in \mathbb {Q} } spełniające {\displaystyle 0<-y<u<-x} i wówczas {\displaystyle x<-u<y.}